# Airbus
Airbus (Commercial Aircraft) este o divizie a grupului Airbus SE care construiește avioane comerciale. Acestă divizie a fost fondată în anul 1970 printr-o înțelegere între Franța, Germania și Marea Britanie care doreau să creeze concurență pentru monopolul american pe piața avioanelor. Având sediul central la Toulouse, Franta, Airbus produce circa jumătate din avioanele cu reacție din întreaga lume. 
În iunie 2008, compania avea 57.000 angajați..

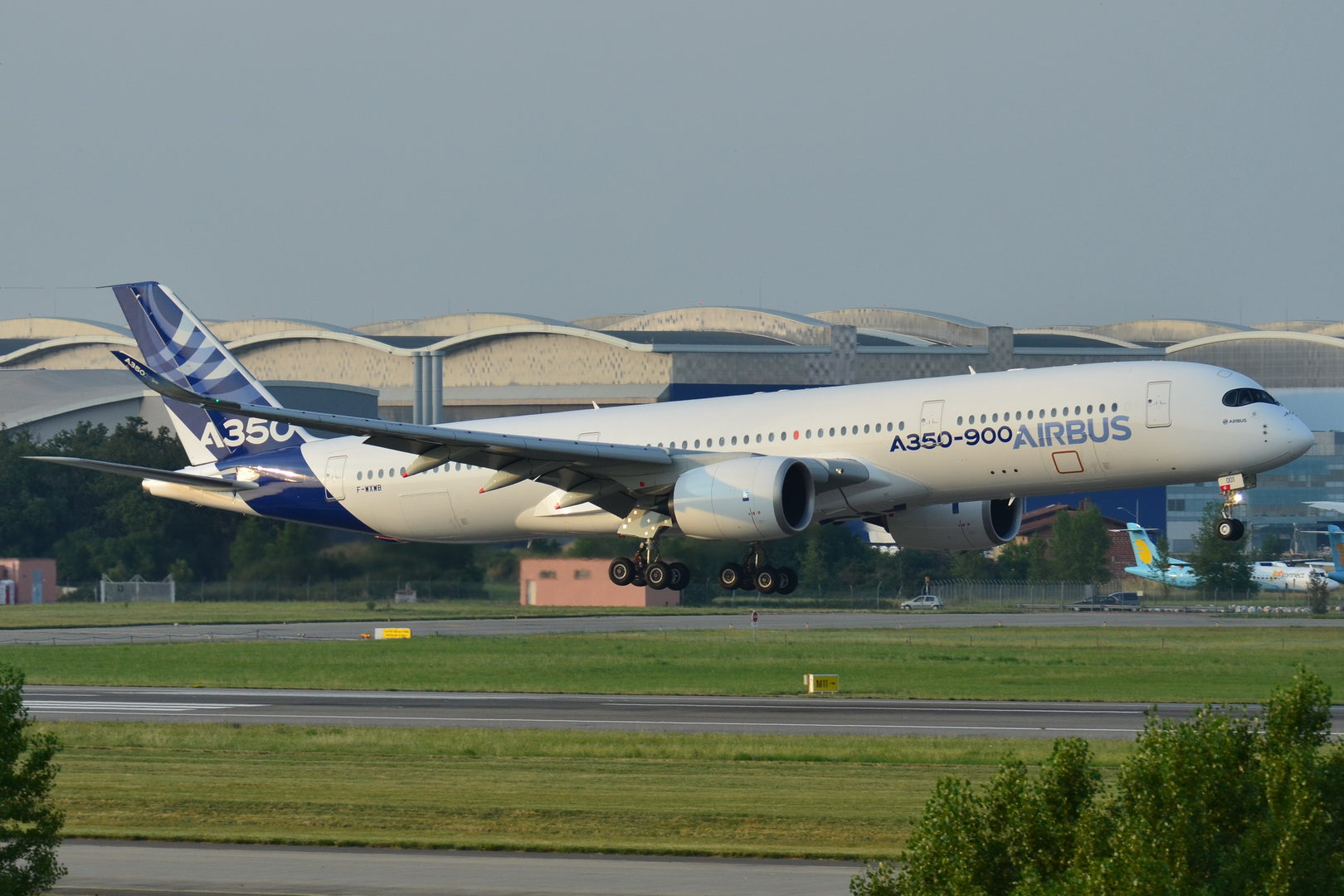
Airbus A350-900

## Proprietari
Singurul acționar al Airbus este Airbus SE (până în 2014 a fost numit EADS). Până în octombrie 2006, 20% din acțiuni aparțineau British BAE Systems; acest pachet a fost cumpărat de EADS pentru 2,75 miliarde de euro.
Directorul general al companiei este René Obermann și președintele este Guillaume Faury.